# دفاع اسكندنافي
الدفاع الاسكندنافي أو الدفاع المركزي المضاد هي افتتاحية شطرنج تظهر بعد النقلات:
- 1.d5 e4

وتعتبر من أقدم الافتتاحيات حيث يعود تاريخها إلى 1475 وهو دفاع متين وصلب لكن نادرا ما يُري في المستوى العالي، ويرمز له بالرمز B01 في موسوعة افتتاحيات الشطرنج.

## تاريخ
يعتبر الدفاع الاسكندنافي أحد أقدم الافتتاحيات المسجلة إذ يعود تاريخها إلى مباراة سنة 1475 بين فرانسيس دي كاستلفي ونارسيس فينيولس وتعتبر أول مباراة مسجلة بالقوانين الحديثة وذكرها لوسينا بكتابه سنة 1497، وهو أحد أقدم الدفاعات غير المتناظرة لـ 1.e4 إلى جانب الدفاع الفرنسي.
أظهرت دراسات الاساتذة الاسكندنافيين ومنهم كولين أنه يمكن للأسود اللعب بهذه الافتتاحية، ورغم أنها لم تتمتع بشهرة كبيرة في المستوى العالي إلا أن جوزيف بلاكبيرن وجاك مايسز كانا يلعبانها بشكل دوري وطورا نظريتها بشكل كبير في القرنين 19 وبداية القرن 20، واستخدمها ألكسندر أليخين للتعادل أمام بطل العالم إيمانويل لاسكر في بطولة بيترسبرغ 1914، وفاز خوزيه كابابلانكا بواسطتها مرتين في نيويورك 1915.
لعب بنت لارسن هذه الافتتاحية من حين لآخر وفاز بها على بطل العالم أناتولي كاربوف في مونتريال 1979 ما تسبب في ارتفاع شعبيتها، وتغير اسمها من «الدفاع المركزي المضاد» إلى الدفاع الاسكندنافي في ذلك الوقت. في 1995 ظهرت هذه الافتتاحية على نحو نادر في بطولة العالم للشطرنج في المباراة 14 في نيويورك وتمكن فيشفاناثان أناند من الحصول على وضعية جيدة بهذه الافتتاحية ضد كاسباروف غير أنه خسر المباراة  وخلال الجولة السادسة من أولمبياد الشطرنج 2014 اختار كارلسن هذه الافتتاحية ضد فابيانو كاروانا.

## التفرع الرئيسي 2.exd5
في العادة يستمر الأبيض بـ 2.exd5 ويكون لدى الأسود خيارين أساسيين: 2...Qxd5 و 2...Nf6 (غامبت مارشال)، النقلة النادرة 2...c6 لعبت بنجاح من قبل جوزيف بلاكبيرن في عدة مناسبات، لكن الدراسات تشير إلى أنها غير جيدة (بعد 3.dxc6) ولم تتم رؤيتها تقريبا أبدا في مستوى الماستر.

### 2...Qxd5
الهدف منها إعادة أخذ البيدق مباشرة وتجنب المساحة الكبيرة التي سيحصل عليها الأبيض في وضعيته بعد 2... c4 .4 Nxd5 d4 .3 Nf6 وفي معظم الأحوال تقابل هذه النقلة بـ 3.Nc3 للحصول على دور وإبعاد الملكة من مركز الرقعة، النقلات 3.d4 و3.Nf6 أيضا مقبولة لكنها تضيع المبادرة التي بحوزة الأبيض.

#### 3...Qa5
للأسود في نقلته الثالثة خيارات عديدة أشهرها Qa5 تسمح لملكة الأسود بالبقاء في منتصف الرقعة (حيث يمكنها الرجوع إلى d8 بعد c6 أو الانتقال إلى الجانب الآخر لشن هجوم على جهة الملك) وتثبيت الحصان في c3 بعد d4، يتواصل اللعب بالنقلات: 4.Be2.7 (Bg5,Bf4) e6 Bc4 .6 c6 Nf3 .5 (e5...4) Nf3 d4
للأسود نقلات أخرى مثل العودة الكلية 3...Qd8 التي اعتبرها هاورد ستونتن أفضل نقلة في كتابه  أو التراجع الجزئي 3...Qd6 وكلاهما نقلتان يتم لعبهما بكشل دوري ويمنحان الأسود حظوظا مقبولة في الصراع على المباراة، بينما النقلات التي تقوم بالكش وتستهدف بيدق g2 بعد النقلة 4.Be2 مثل (Qe5+ أو Qe6+) فتلك نقلات سيئة وتمنح الأبيض أفضلية ومبادرة كبيرة وتقدما كبيرا في نشر القطع وخير مثال على ذلك مباراة كاسباروف ضد ديفيد ليترمان حيث أماته في 23 نقلة.